# Lionel Richie
Lionel Richie (Tuskegee, Alabama, 20. lipnja 1949.) američki je pjevač, skladatelj i glazbeni producent.

## Životopis
Richie je rođen u Alabami, no obitelj mu se preselila u grad Joliet u Illinoisu gdje je završio srednju školu. Kao dobar tenisač dobio je stipendiju za studij i diplomirao ekonomiju na Tuskegee Institutu. Još kao student počeo se baviti glazbom, 1968. postaje pjevač i saksofonist u grupi Commodores.
Neke od njegovih najvećih uspješnica su Say You, Say Me i Dancing on the Ceiling. Najbolje vrijeme bile su mu prve samostalne godine nakon što je napustio Commodorese i postao jedan od najuspješnijih glazbenika 1980-tih godina, kad su ispred njega po popularnosti bili samo Michael Jackson i Prince. Bilo je to vrijeme neprekidnog uspjeha, kada je nanizao 13 za redom Top 10 hitova, od kojih je pet bilo na broju jedan.

## Studijski albumi
- Lionel Richie (1982.)
- Can't Slow Down (1983.)
- Dancing on the Ceiling (1986.)
- Louder Than Words (1996.)
- Time (1998.)
- Renaissance (2000.)
- Just for You (2004.)
- Coming Home (2006.)
- Just Go (2009.)
- Tuskegee (2012.)